# Garra persica
Garra persica är en fiskart som beskrevs av Berg, 1914. Garra persica ingår i släktet Garra, och familjen karpfiskar. Inga underarter finns listade. Fisken förekommer i Iran och Irak.